# No Man's Land (album)
Pour les articles homonymes, voir No man's land (homonymie).
Albums de Jacques Higelin
15 chansons d'avant le déluge, suite et fin...
(1976) Champagne et Caviar
(1979)
Singles
1. Jaloux d'un rêve / Denise
Sortie : 1977
2. Pars / Denise
Sortie : 1978

No Man's Land est le sixième album studio de Jacques Higelin, enregistré en 1977, et paru en juillet 1978.

## Vue d'ensemble
Enregistré du 15 au 30 septembre 1977 au château d'Hérouville, No Man's Land connaît un destin particulier : Higelin ne voulait pas le sortir, allant même jusqu'à vouloir aller au studio en pleine nuit pour « défaire les bandes et les arracher », selon lui. Mais Laurent Thibault et Francis Moze parviennent à le convaincre en lui disant qu'il s'agit de son meilleur album. Finalement, Higelin l'a apprécié, mais justifie son appréhension car il ne pouvait plus rien changer, il n'aimait plus le produit, considérant comme un rejet.
Dès sa sortie en juillet 1978,  No Man's Land connaît un succès commercial, se vendant à 312 700 exemplaires, lui permettant d'obtenir un disque d'or.

## Chansons
Toutes les chansons sont écrites et composées par Jacques Higelin.
| No | Titre                                           | Durée       |
| -- | ----------------------------------------------- | ----------- |
| 1. | Banlieue boogie blues                           | 4 min 10 s  |
| 2. | Pars                                            | 3 min 48 s  |
| 3. | Denise                                          | 3 min 4 s   |
| 4. | Un aviateur dans l'ascenseur                    | 4 min 29 s  |
| 5. | Lettre à la p'tite amie de l'ennemi public no 1 | 4 min 9 s   |
| 6. | L... comme beauté                               | 5 min 3 s   |
| 7. | Les Robots                                      | 3 min 14 s  |
| 8. | L'Amour sans savoir ce que c'est                | 10 min 28 s |

- Un neuvième titre, Jaloux d'un rêve (4 min 30 s), issu des mêmes sessions d'enregistrement, est sorti en 45 tours fin 1977 pour préfigurer la sortie de l'album. Mais finalement, on ne retrouvera pas cette chanson sur No Man's Land ; seule Denise, face B de ce 45 tours, figurera sur l'album.
- À l'origine, sur la pochette du 33 tours, L'Amour sans savoir ce que c'est s'intitulait De nulle part ou d'ailleurs (No Man's Land). En revanche, sur la rondelle papier du disque, il est bien écrit L'Amour sans savoir ce que c'est. Ce sera le titre définitif des éditions CD.
- Dans l'édition originale 33 tours et dans l'édition CD remasterisée de 2007 figure un long texte n'ayant rien à voir avec les chansons de l'album mais qui servira par la suite de « pioche » (parfois en intégralité) pour de nouvelles chansons : Mama Nouvelle Orleans (Caviar pour les autres...), Boogie rouillé, La Putain vierge, Beauté crachée (Higelin '82) et Adolescent (Aux héros de la voltige).
- Il existe une édition collector de 1978 de No Man's Land en vinyle mauve (réf. : DC24).
- La chanson Lettre à la petite amie de l'ennemi public n° 1 fait référence à Jacques Mesrine.

## Classements et certifications
| Classement (1978) | Meilleure position |
| ----------------- | ------------------ |
| France (SNEP)     | 1                  |

| Région                                                                                                 | Certification | Ventes/Streams |
| --- | ------------- | -------------- |
| France (SNEP)                                                                                          | Or            | 100 000*       |
| *Ventes selon la certification ^Mise en rayon selon la certification xNon précisé par la certification |               |                |

## Musiciens
- Jacques Higelin : claviers, Korg, pianos, accordéon, basse
- Pierre Chérèze : guitares
- Dan Ar Braz : guitares
- Francis Moze : basses
- Serge Perathoner : claviers
- Jean Cirillo : batterie
- Michel Santangeli : batterie
- Christian Leroux : guitare
- Les petits chanteurs de l'école de Bondy : chœurs